# Gaye
Gaye é uma comuna francesa na região administrativa do Grande Leste, no departamento de Marne. Estende-se por uma área de 21.13 km², e possui 586 habitantes, segundo o censo de 2018, com uma densidade de 28 hab/km².